# Zwergenwein

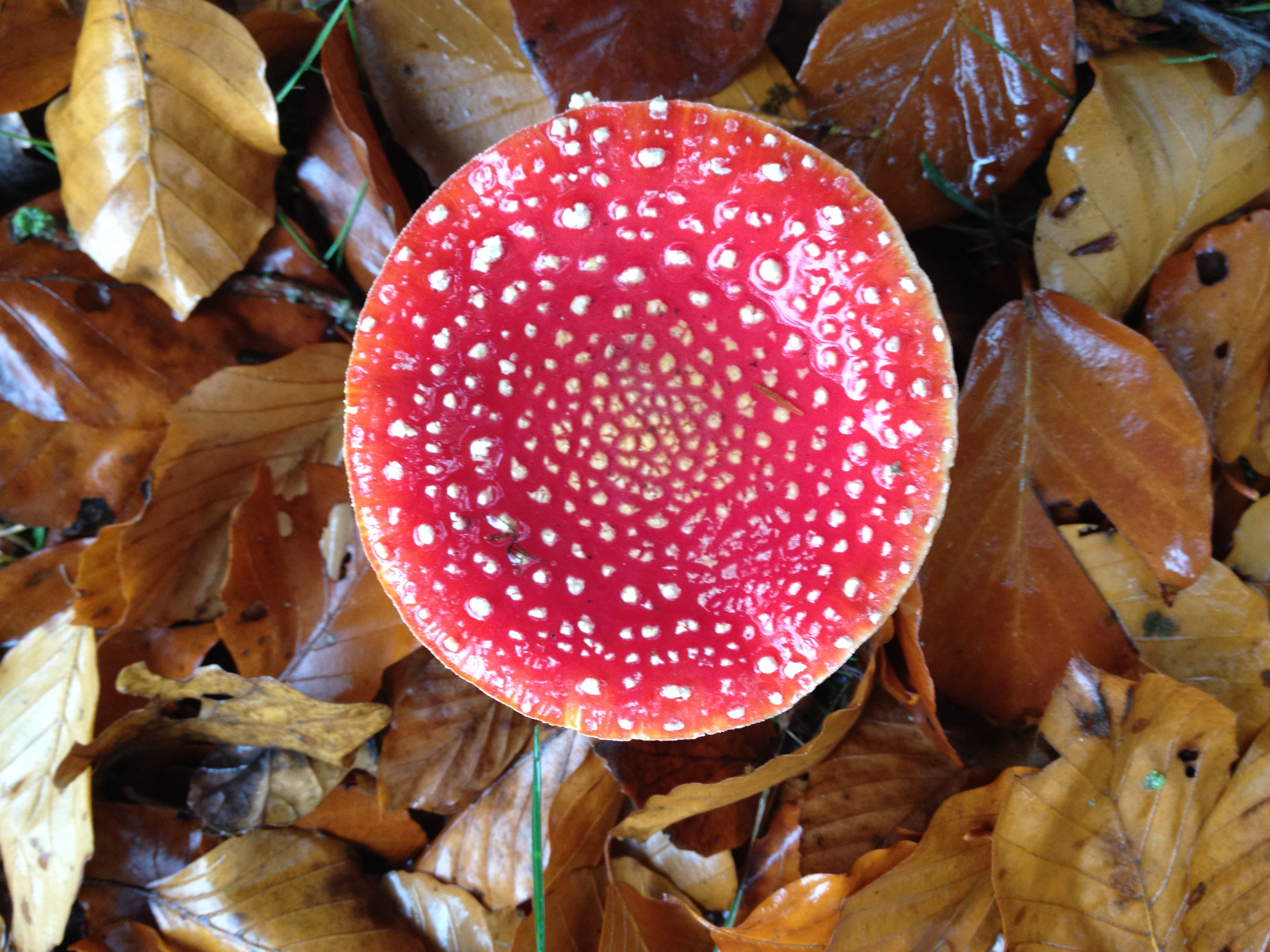
Gewölbter Schirm mit Wasseransammlung

Als Zwergenwein bezeichnet man Regenwasser, das sich im kelchartig nach oben gewölbten Schirm eines älteren Fliegenpilzes (Amanita muscaria) ansammelt. Während jüngere Fliegenpilze  einen halbkugeligen Hut zeigen, bilden ältere im Becherstadium mit ihrem Hut eine Mulde, genannt Zwergenbecher, Zwergenkelch oder Hexenbecher. Das Wasser nimmt im Laufe der Zeit Wirkstoffe und Farbstoffe aus dem Giftpilz auf, sodass die gelblich-goldene Flüssigkeit halluzinogene Wirkungen haben soll. Wolfgang Bauer beschreibt nach der Einnahme von zwei Teelöffeln „äußerst farbenfrohe“ Träume in der folgenden Nacht und eine „hintergründig mystische“ Wirkung. Die Verbindung in europäischen Märchen zwischen Fliegenpilz und Zwergen liefert den Namen für diese Kaltwasserlösung. Andere berichten, dass man nach der Einnahme Zwerge und Wichtel sieht, die normalerweise unsichtbar sind. Manche überschwengliche Berichte sehen im Zwergenwein sogar den Trank des Heiligen Grals.